# USS Raleigh (CL-7)
L'incrociatore leggero USS Raleigh è stato una unità della United States Navy della classe Omaha costruita nei primi anni venti, e fu radiato nel 1945. Fu la terza nave a portare il nome della città di Raleigh nel Nord Carolina.
Il Raleigh fu impostato dalla Bethlehem Steel Corporation, a Quincy nel Massachusetts il 16 agosto 1920; varato il 25 ottobre 1922; incorporato nel Boston Navy Yard il 6 febbraio1924, col capitano William C. Watts in comando.

## Servizio

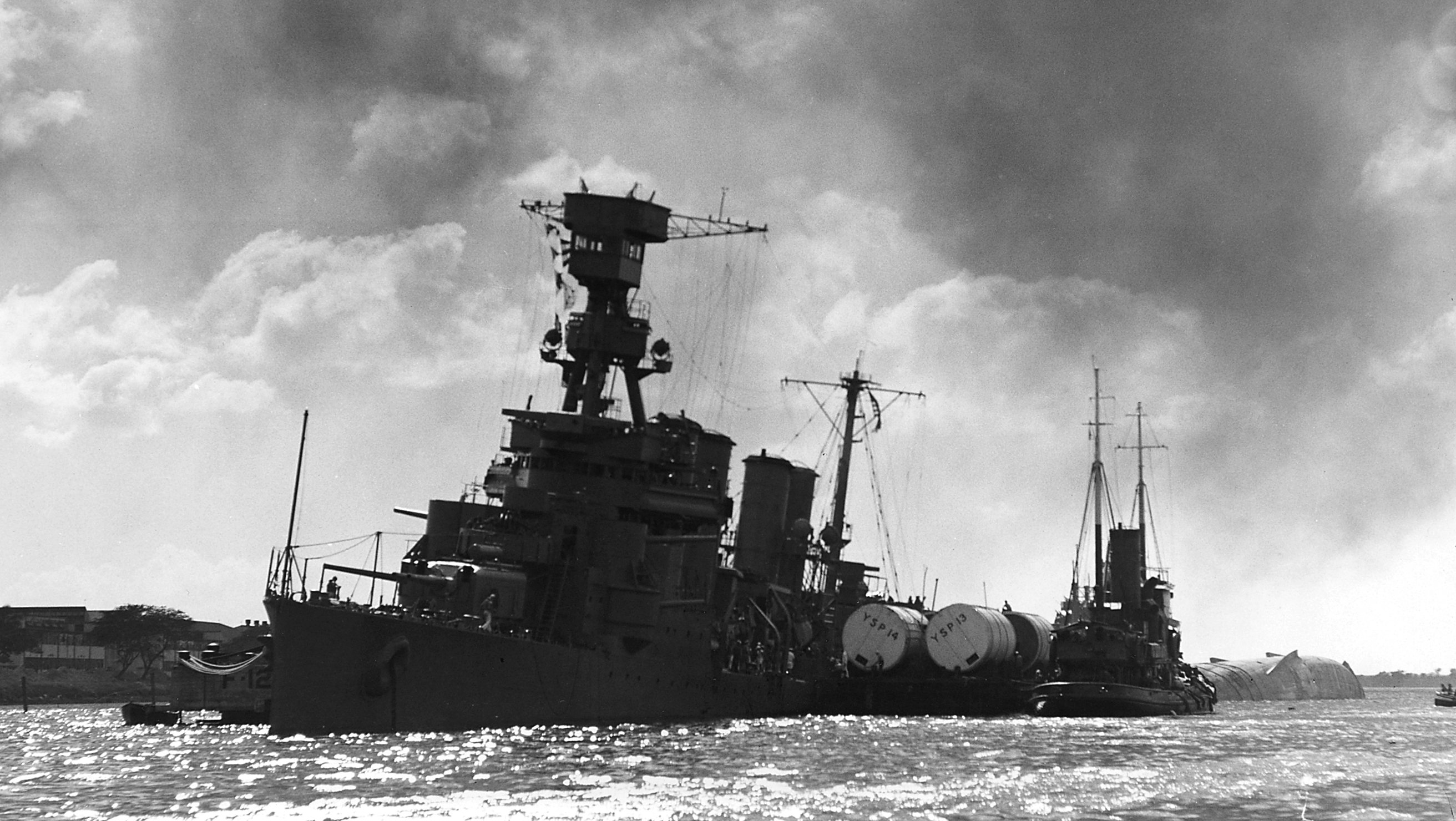
Il Raleigh sbandato dopo aver incassato un siluro durante l'attacco a Pearl Harbor.

Il Raleigh era presente a Pearl Harbor il 7 dicembre 1941  al momento dell'attacco. Mancato dalla prima ondata, venne colpito da un siluro alla seconda ondata, circa alle 09:20; la ex corazzata USS Utah, riclassificata prima come bersaglio e poi come nave addestramento cannonieri (AG-16), venne quasi subito sventrata da due siluri, e iniziò a sbandare; dietro di essa il Raleigh venne centrato da un siluro. La sua galleggiabilità era a rischio per il forte sbandamento, per cui venne gettato a mare tutto ciò che faceva peso in alto, e il giorno dopo la nave venne affiancata dalla USS Whitney e da rimorchiatori portuali, assicurata a dei grossi cassoni e poi portata in bacino per le riparazioni di emergenza che durarono fino al 22 dicembre. Subito dopo, venne inviata a San Francisco come scorta ad un convoglio e lì rimase in cantiere fino a marzo 1942.
Il 23 luglio venne aggregata alla Task Force 15 (TF 15) con compiti di scorta ai convogli tra San Francisco, Hawaii, isole Samoa e Figi. Nel 1943 fu aggregato al Task Group 8.6 (TG 8.6), che operava nei pressi delle isole Aleutine, e dopo un raddobbo ad aprile, al TG 16.6 sempre nell'area delle Aleutine. Il 22 giugno 1944 venne tolta dai compiti operativi ed inviata ad Annapolis (sede dell'accademia navale statunitense) dove fu utilizzata in due corsi di guardiamarina, e il 2 novembre 1945 venne radiata a Filadelfia e rottamata nel 1946.

## Riconoscimenti
Il Raleigh ha ricevuto tre Service star per il servizio svolto.